# Machaerantherinae
Machaerantherinae es una subtribu perteneciente a la subfamilia Asteroideae dentro de las asteráceas.

## Descripción
Las especies de esta subtribu tiene un ciclo biológico anual o perenne de hábito herbáceo, sub- arbusto ( Xylorhiza ) o pequeños arbustos ( Hazardia ). Las hojas a lo largo del tallo están dispuestas alternativamente, la lámina es entera, o dentado o lobulado; los vértices puede estar provisto de espinos; la superficie de la hoja puede ser glabra o densamente tomentosa ( Corethrogyne ) o, a veces con puntos resinoso ( Grindelia ). Las inflorescencias se componen de cabezuelas solitarias o agrupadas en formaciones corimbosas o de cualquier otra manera. El receptáculo consta de 4-8 series de brácteas (o escalas) dispuestas de forma imbricada. Las flores de los rayos están dispuestos en serie de 1-2, y en algunas especies están ausentes ( Lessingia ), los pétalos son de color blanco, amarillo o azul. Las flores del disco son hermafroditas (raramente masculina). Las frutas son aquenios con costillas longitudinales de forma ob-cónicas y sin glándulas. Las cerdas de los vilanos son simples (no en forma de ancla), están dispuestos en 2 -. 4 series.

## Distribución
El hábitat es variado y depende del clima de pertenecer a la especie en cuestión (principalmente templado ). En particular, las especies del género Arida (cuyo nombre deriva del latín "Aridus" (= árido y seco) prefieren las zonas desérticas típicas de las regiones entre México y los EE. UU. del Sur. Las especies de este grupo son distribuidos en Estados Unidos (sobre todo en el norte).

## Géneros
La subtribu comprende 18 géneros con unas 250 especies.
| Géneros                                             | N. especies                                       | Distribución       |
| --------------------------------------------------- | ------------------------------------------------- | ------------------ |
| Arida (R.L. Hartm.) D.R. Morgan & R.L. Hartm., 2003 | 9 spp.                                            | USA y México       |
| Benitoa D.D. Keck, 1956                             | 1 sp. Benitoa occidentalis (H.M. Hall) D.D. Keck  | USA                |
| Corethrogyne DC., 1836                              | 1 sp. Corethrogyne californica DC.                | USA                |
| Dieteria Nutt., 1840                                | 3 spp.                                            | USA y México       |
| Grindelia Willd., 1807                              | 70 spp.                                           | USA, México y Ande |
| Haplopappus Cass., 1828                             | 70 spp.                                           | América del Sur    |
| Hazardia Greene, 1887                               | 13 spp.                                           | USA e México       |
| Isocoma Nutt., 1840                                 | 16 spp.                                           | USA e México       |
| Lessingia Cham., 1829                               | 7 – 10 spp.                                       | USA                |
| Machaeranthera Nees, 1832                           | 2 spp.                                            | USA e México       |
| Olivaea Sch. Bip. ex Benth. in Hook., 1872          | 2 spp.                                            | México             |
| Oonopsis (Nutt.) Greene, 1896                       | 4 – 5 spp.                                        | USA                |
| Pyrrocoma Hook., 1833                               | 14 spp.                                           | USA e Canadá       |
| Rayjacksonia R.L. Hartm. & M.A. Lane, 1996          | 3 spp.                                            | USA e México       |
| Stephanodoria Greene, 1895                          | 1 sp. Stephanodoria tomentella (B.L. Rob.) Greene | México             |
| Xanthisma DC., 1836                                 | 17 spp.                                           | USA e México       |
| Xanthocephalum Willd., 1807                         | 6 spp.                                            | USA e México       |
| Xylorhiza Nutt., 1840                               | 8 spp.                                            | USA e México       |

## Algunas especies

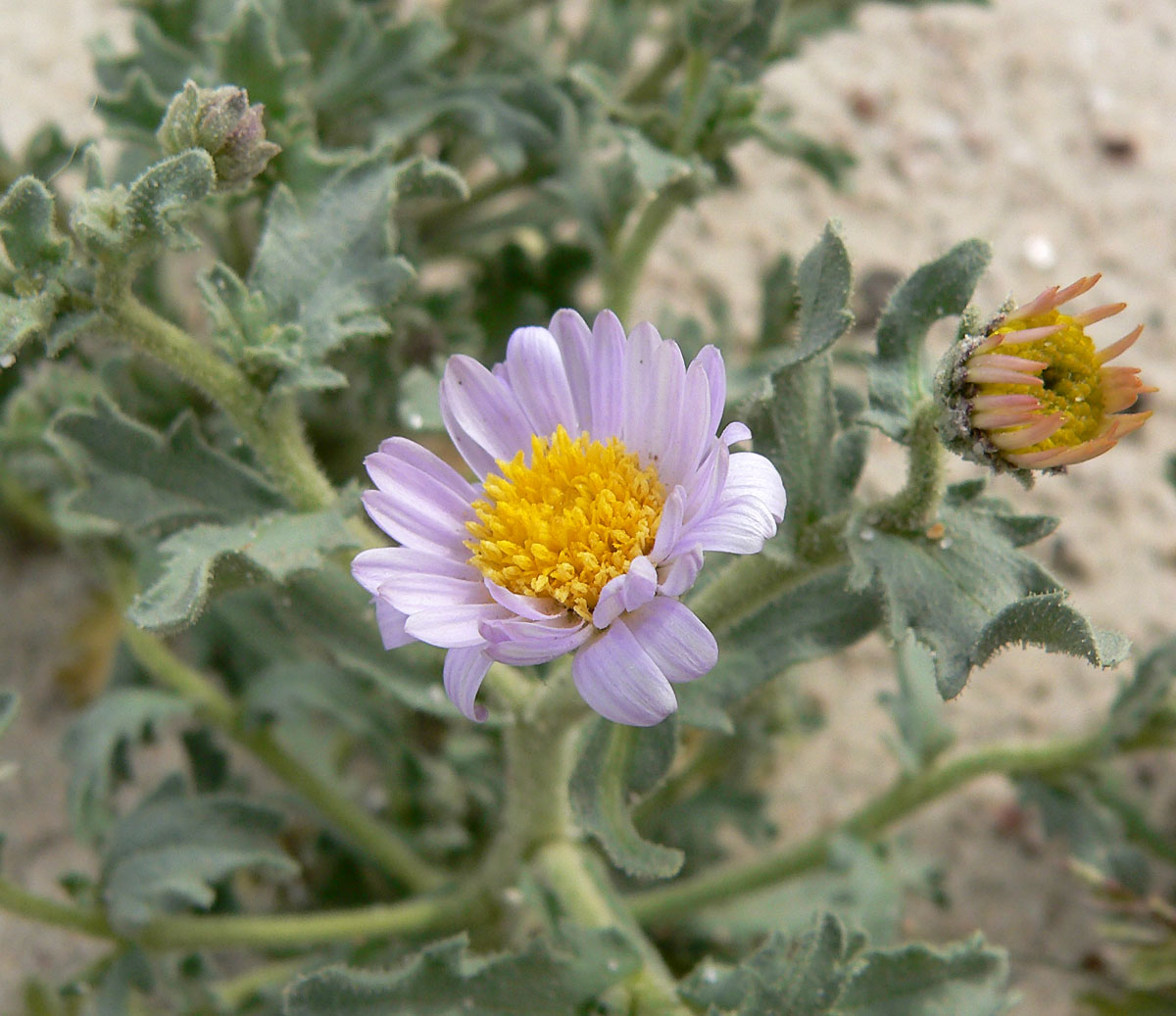
Arida arizonica
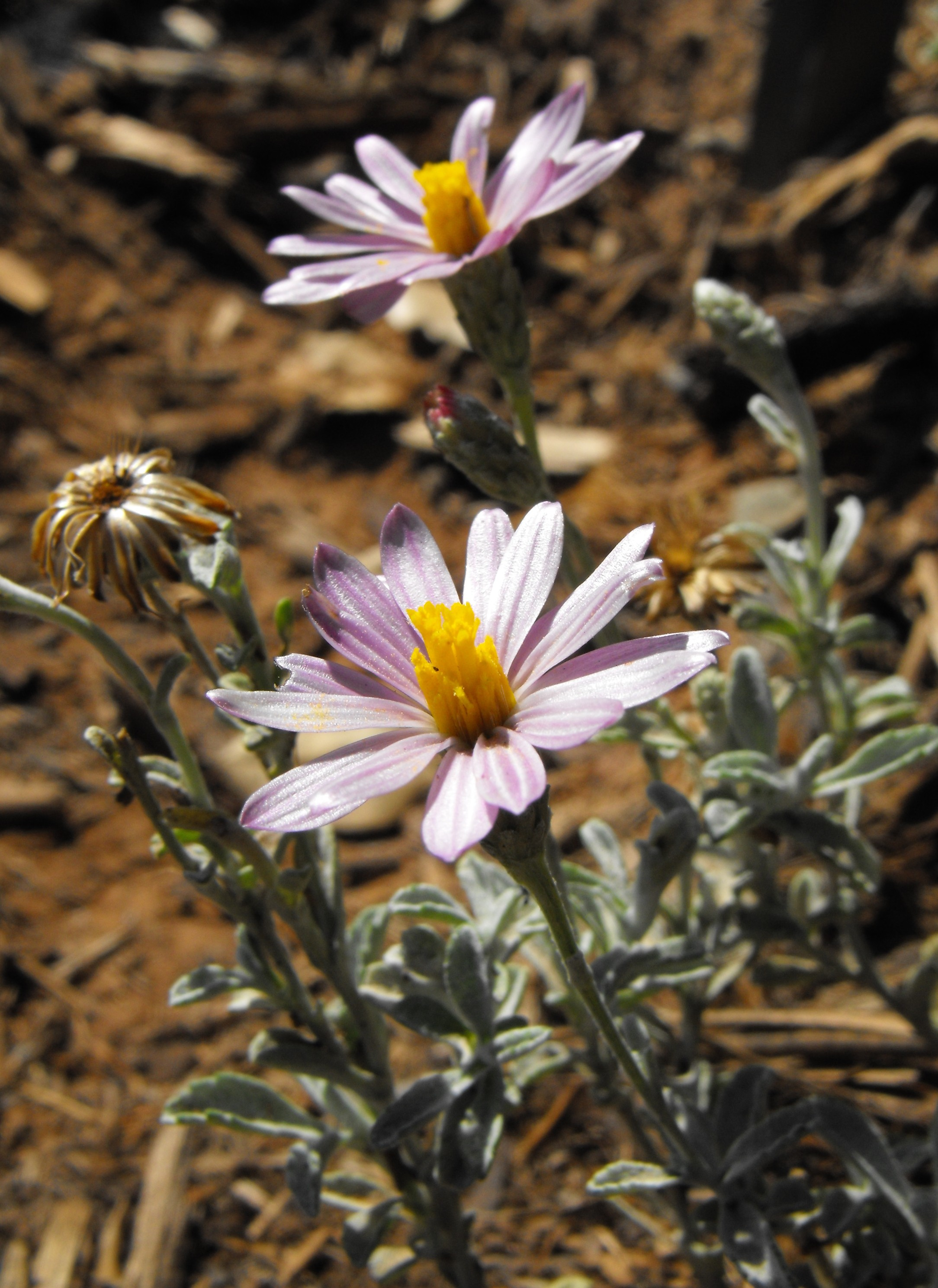
Corethrogyne filaginifolia
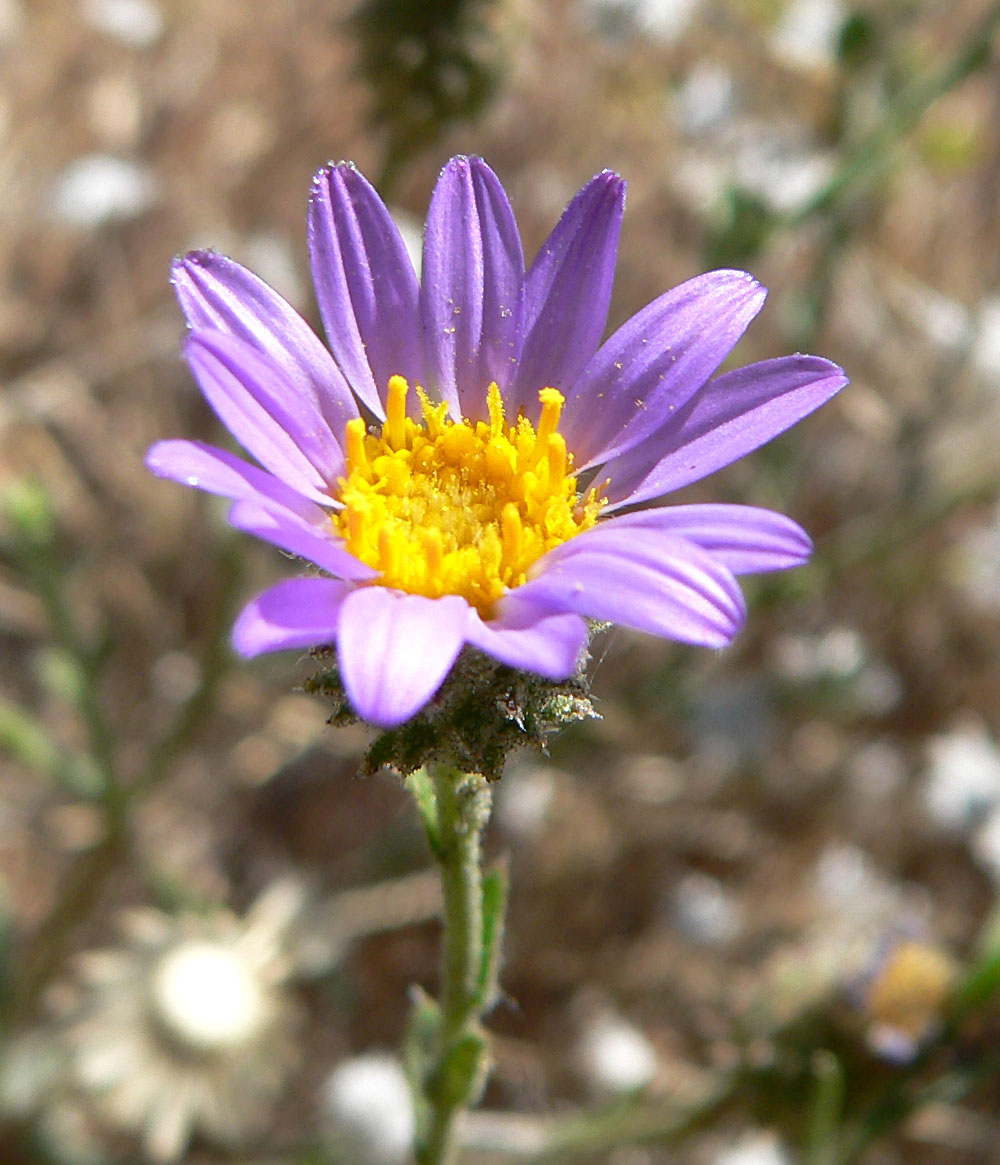
Dieteria canescens
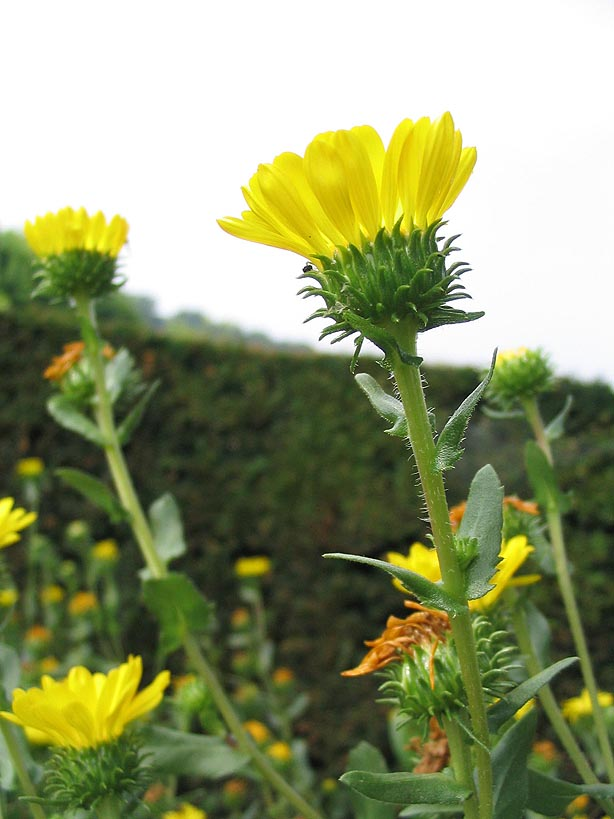
Grindelia robusta
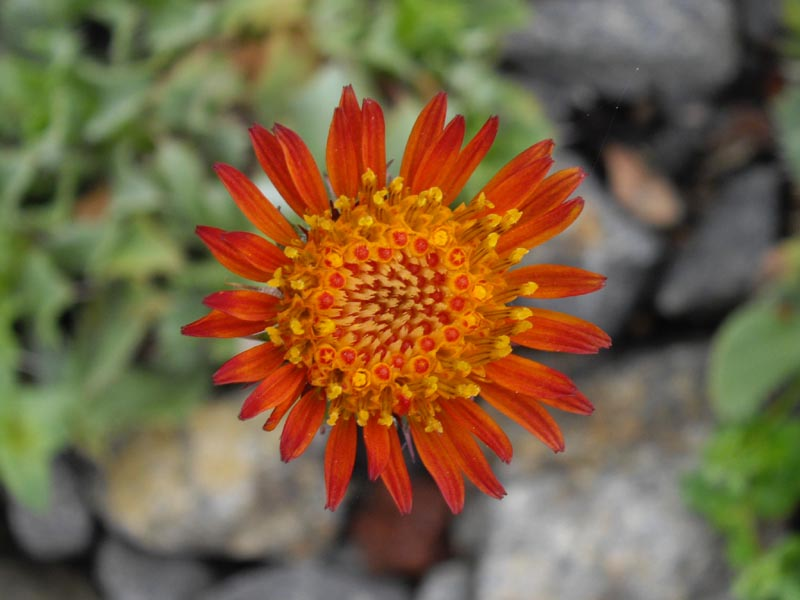
Haplopappus macrocephalus
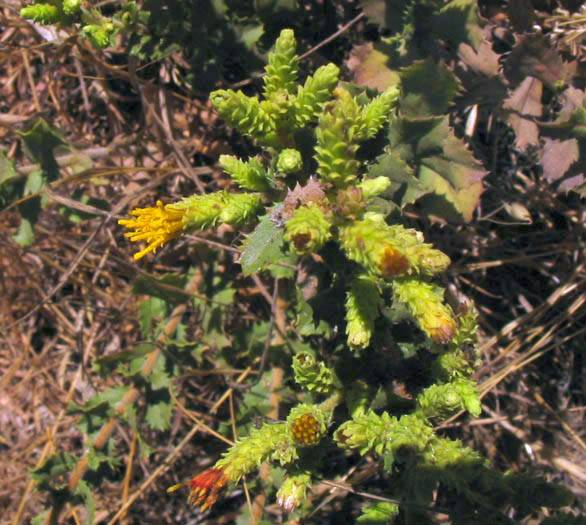
Hazardia squarrosa
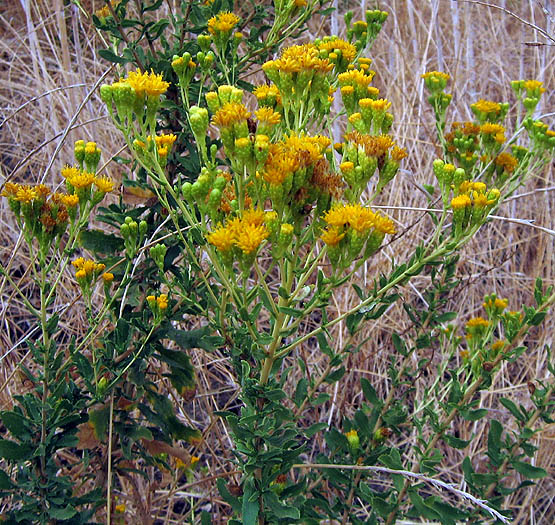
Isocoma menziesii
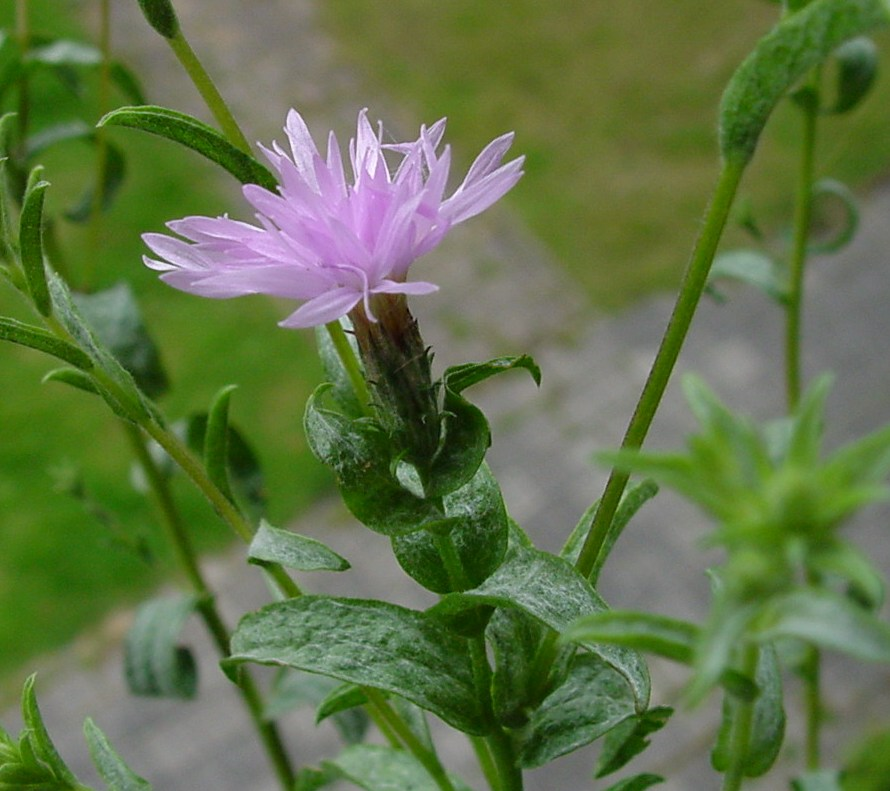
Lessingia leptoclada
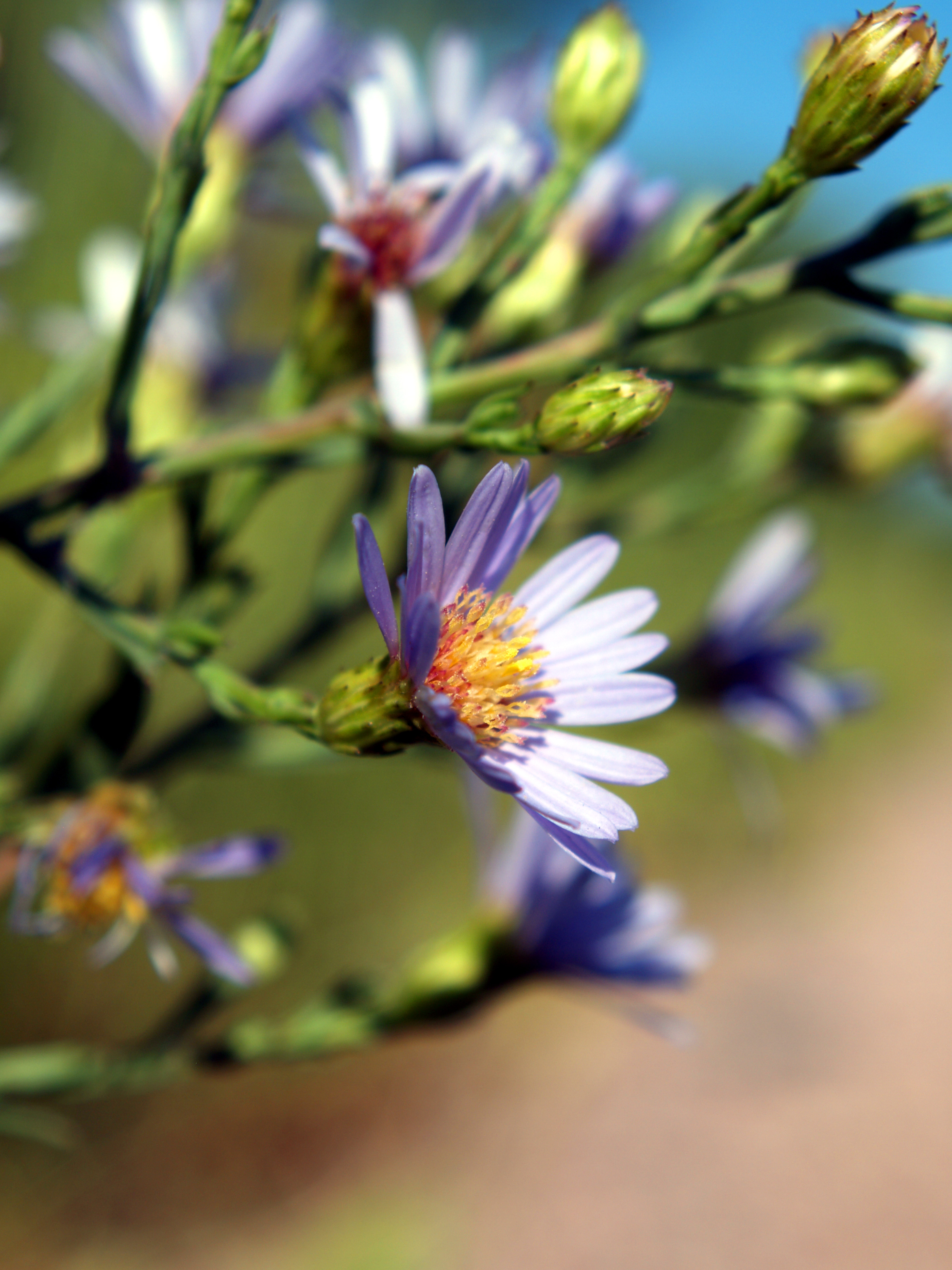
Machaeranthera canescens
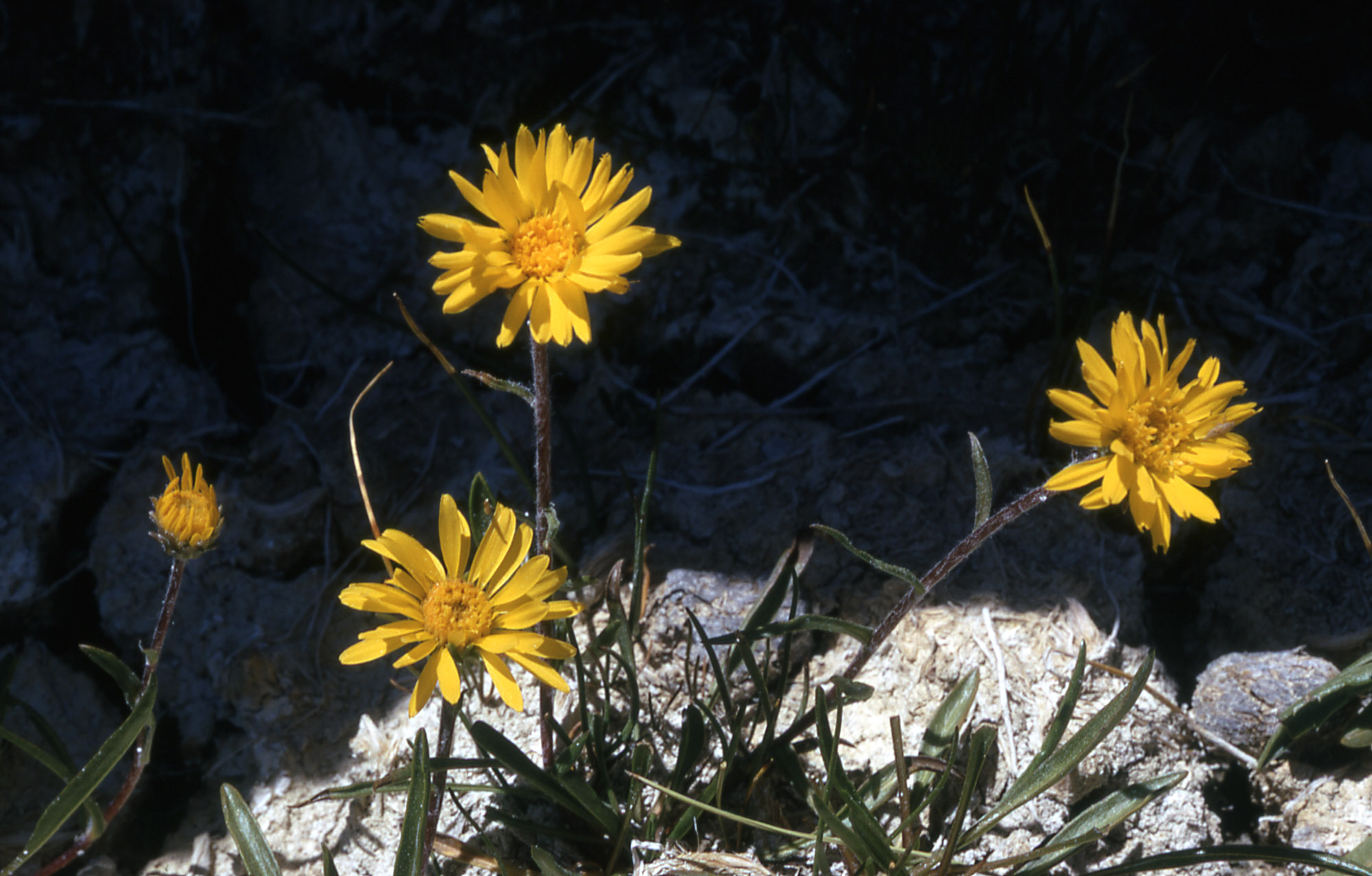
Pyrrocoma uniflora
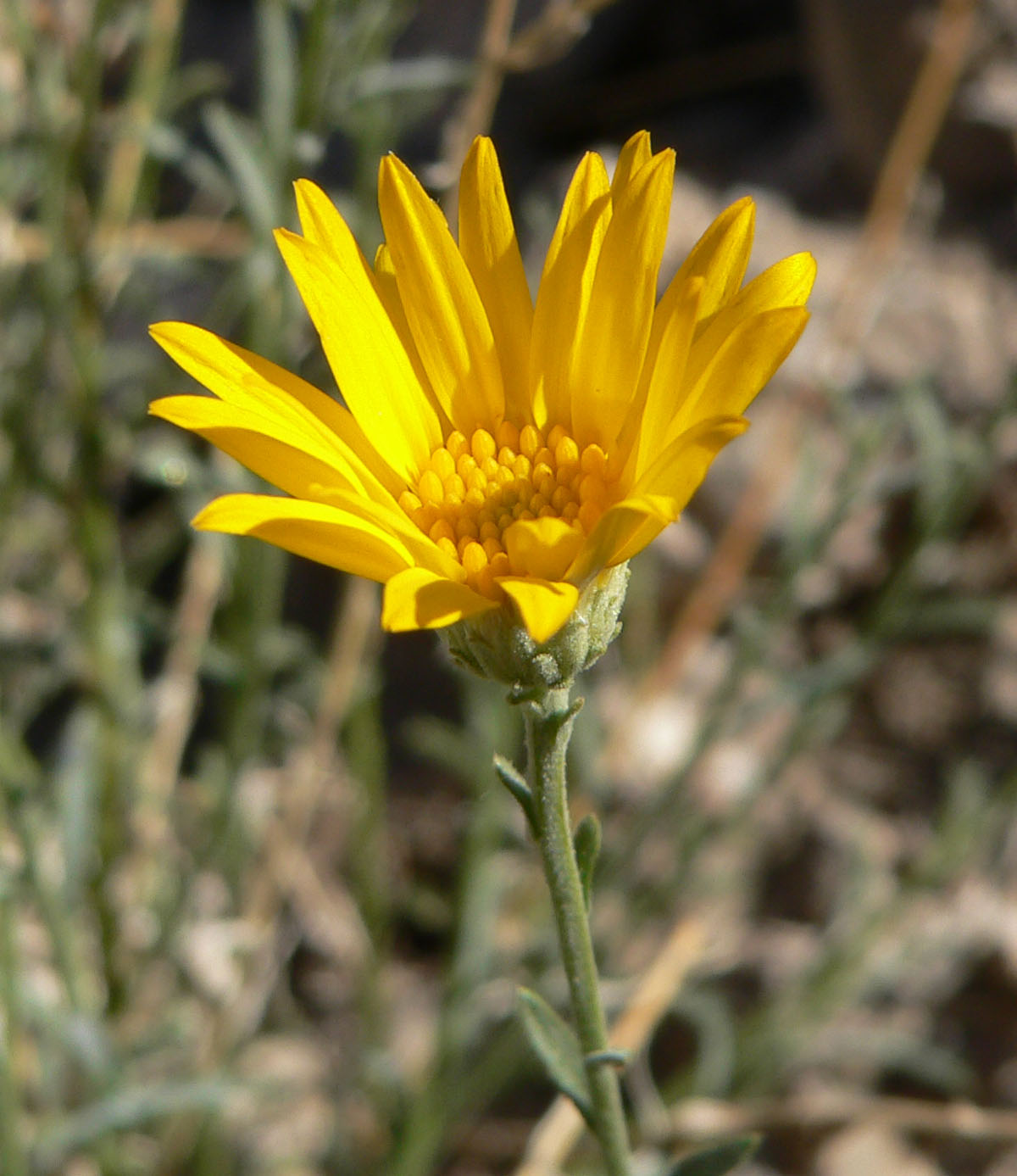
Xanthisma spinulosum
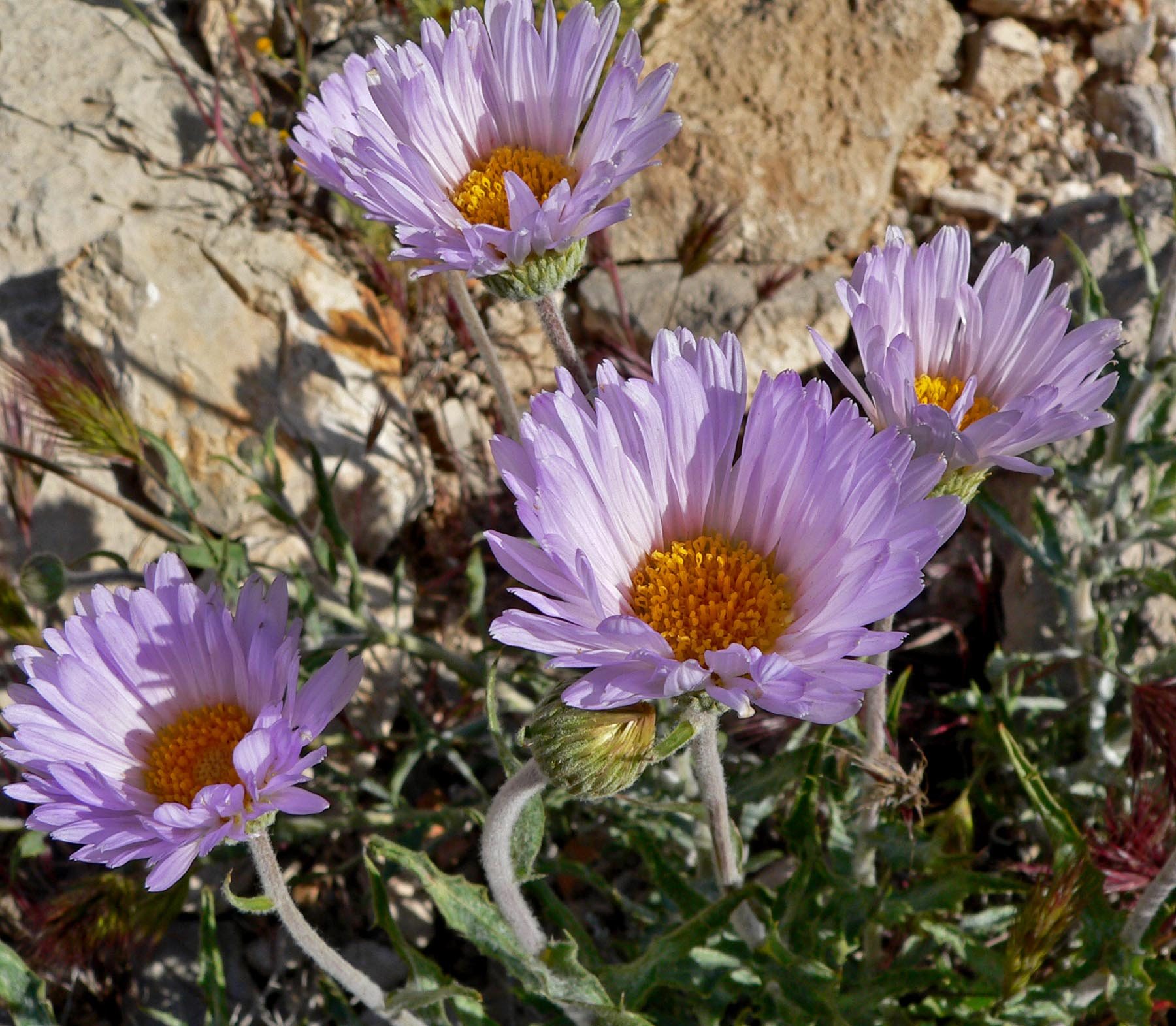
Xylorhiza tortifolia